# Hiltulanlahti
Hiltulanlahti är en ort i Kuopio stad (kommun) i landskapet Norra Savolax i Finland. Hiltulanlahti utgjorde en tätort (finska: taajama) fram till tätortsavgränsningen 2019.
Vid tätortsavgränsningen den 31 december 2018 hade Hiltulanlahti 873 invånare och omfattade en landareal av 4,49 kvadratkilometer. Året därefter hade området vuxit ihop med Kuopio centraltätort och Hiltulanlahti klassificerades inte längre som tätort.